# 金志明 (1930年)
金志明（1930年—），男，浙江金华人，中国弹道学家，曾任华东工学院教授、博士生导师。